# Mehrsystemfahrzeug
Ein Zwei- bzw. Mehrsystemfahrzeug ist ein elektrisches Schienenfahrzeug, das seine Antriebsenergie über mindestens zwei verschiedene Bahnstromsysteme per Oberleitung und/oder Stromschiene beziehen kann. Damit unterscheidet es sich von einem Einsystemfahrzeug, das nur für ein einziges Bahnstromsystem ausgelegt ist. Der Wechsel zwischen Bahnstromsystemen erfolgt an Systemtrennstellen, entweder während der Fahrt auf freier Strecke oder stationär in Bahnhöfen.
Falls es sich bei dem zur Verfügung stehenden Bahnstrom um Wechselstrom handelt, muss er gegebenenfalls mittels Transformator und Umrichter für die Fahrmotoren umgeformt werden.
Darunter fallen beispielsweise Lokomotiven für den europäischen, grenzüberschreitenden Verkehr, die unterschiedliche Bahnstromsysteme auf den einzelnen Streckenabschnitten unterstützen.
Auch Stadtbahnwagen werden bei Bedarf als Mehrsystemfahrzeuge ausgeführt. Diese können dann sowohl mit der Straßenbahn-Stromversorgung (meist 600 oder 750 V Gleichspannung) als auch mit der Fernbahnstromversorgung (z. B. 15 kV Wechselspannung) betrieben werden. Beispiele für letzteres sind die Fahrzeuge vom Typ GT8-100C/2S der Karlsruher AVG (seit 1992), desgleichen die der Saarbahn in Saarbrücken.
Die Kombination von elektrischem und Dieselantrieb in einem Fahrzeug wird teilweise ebenfalls Mehrsystemfahrzeug genannt, richtigerweise werden Fahrzeuge mit einem solchen bimodalen Antrieb aber als Zweikraftlokomotiven oder Zweikrafttriebwagen bezeichnet. Ein Beispiel für ein solches Fahrzeug sind die Gem 4/4 der Rhätischen Bahn. Auch Hybridlokomotiven, die im Unterschied zu herkömmlichen Mehrsystem- und Zweikraftfahrzeugen einen zusätzlichen Energiespeicher an Bord haben, werden gelegentlich so bezeichnet.

## Ausführungen
Je nach Ausführung gibt es Zwei-, Drei- und Viersystemlokomotiven und -triebwagen. Mehrsystemlokomotiven werden seit Anfang der 1960er Jahre eingesetzt. Der zeitraubende Lokomotivwechsel an den Grenzen kann somit entfallen. Diese Lokomotiven müssen jedoch den Bestimmungen und den technischen Anforderungen der verschiedenen Länder genügen, um damit die Interoperabilität zu unterstützen. So verfügen diese Lokomotiven zum Beispiel über mehrere Stromabnehmer mit unterschiedlichen Paletten und Sicherheitseinrichtungen wie beispielsweise Zugbeeinflussungssysteme.
Triebfahrzeuge für zwei Stromsysteme sind als Zweispannungs-, Zweifrequenz- und Zweisystemfahrzeuge möglich.
Zweispannungsfahrzeuge für Gleichspannungsbetrieb sind bei klassischer Widerstandssteuerung relativ einfach zu realisieren, wenn das Verhältnis der Spannungen 1:2 (im europäischen Raum vorrangig mit 1,5 und 3 kV) beträgt. Üblicherweise werden in diesem Fall die Fahrmotoren paarweise unter 1,5 kV parallel, unter 3 kV in Reihe geschaltet. Klassische Gleichstromlokomotiven für 3 kV sind mit verringerter Leistung auch unter 1,5 kV einsatzfähig. Dieses Verfahren wurde beispielsweise auf Grenzbahnhöfen zwischen Frankreich und Italien sowie Spanien angewendet, um die Fahrleitungskonstruktion zu vereinfachen.
Zweifrequenzfahrzeuge sind unter den beiden üblichen Wechselstromsystemen einsetzbar. Der Haupttransformator benötigt Abgriffe für beide Spannungen, eine Spannungsfestigkeit für den höheren Wert und den größeren Eisenquerschnitt für die geringere Frequenz. Dadurch steigt die Gesamtmasse.
Ein Zweisystemfahrzeug für ein Gleich- und ein Wechselstromsystem ist ein Gleichstromfahrzeug mit zusätzlich eingebautem Transformator mit fester Übersetzung.
Dreisystemfahrzeuge sind relativ selten, die meisten davon gibt es für die Kombination von 25 kV, 50 Hz sowie 1,5 und 3 kV Gleichspannung. Jede andere denkbare Kombination war zumindest bei klassischer Steuerung mit wenig Aufwand zum Viersystemfahrzeug zu erweitern. Geändert hat sich das mit der Einführung des Drehstromantriebes mit Gleichstrom-Zwischenkreis. Diese hat den Bau von Fahrzeugen für zwei Wechsel- und ein Gleichspannungssystem vereinfacht, das zweite Gleichspannungssystem erfordert wiederum einen höheren Aufwand (beispielsweise durch von Stern- auf Dreieckschaltung umschaltbare Fahrmotoren). Bei vielen Mehrsystemfahrzeugen differieren die Antriebsleistungen unter unterschiedlichen Fahrdrahtspannungen. Erst die Steuerung durch Leistungselektronik hat gleiche Leistungen unter unterschiedlichen Spannungen ermöglicht, wobei die hohen Ströme unter 1,5 kV und ihre Übertragung auf die Fahrzeuge noch immer begrenzend wirken.

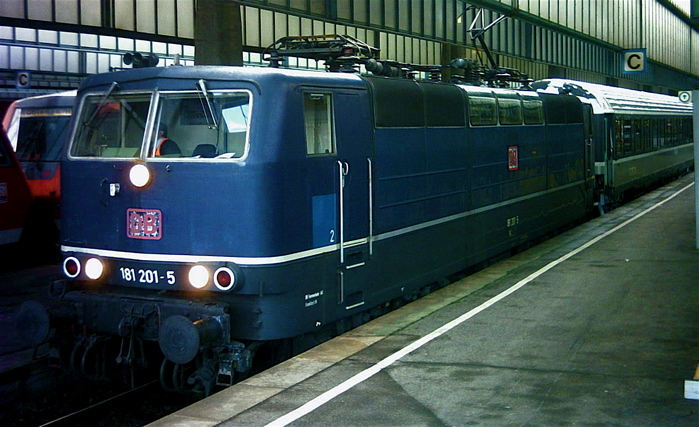
Lokomotive der Baureihe 181.2

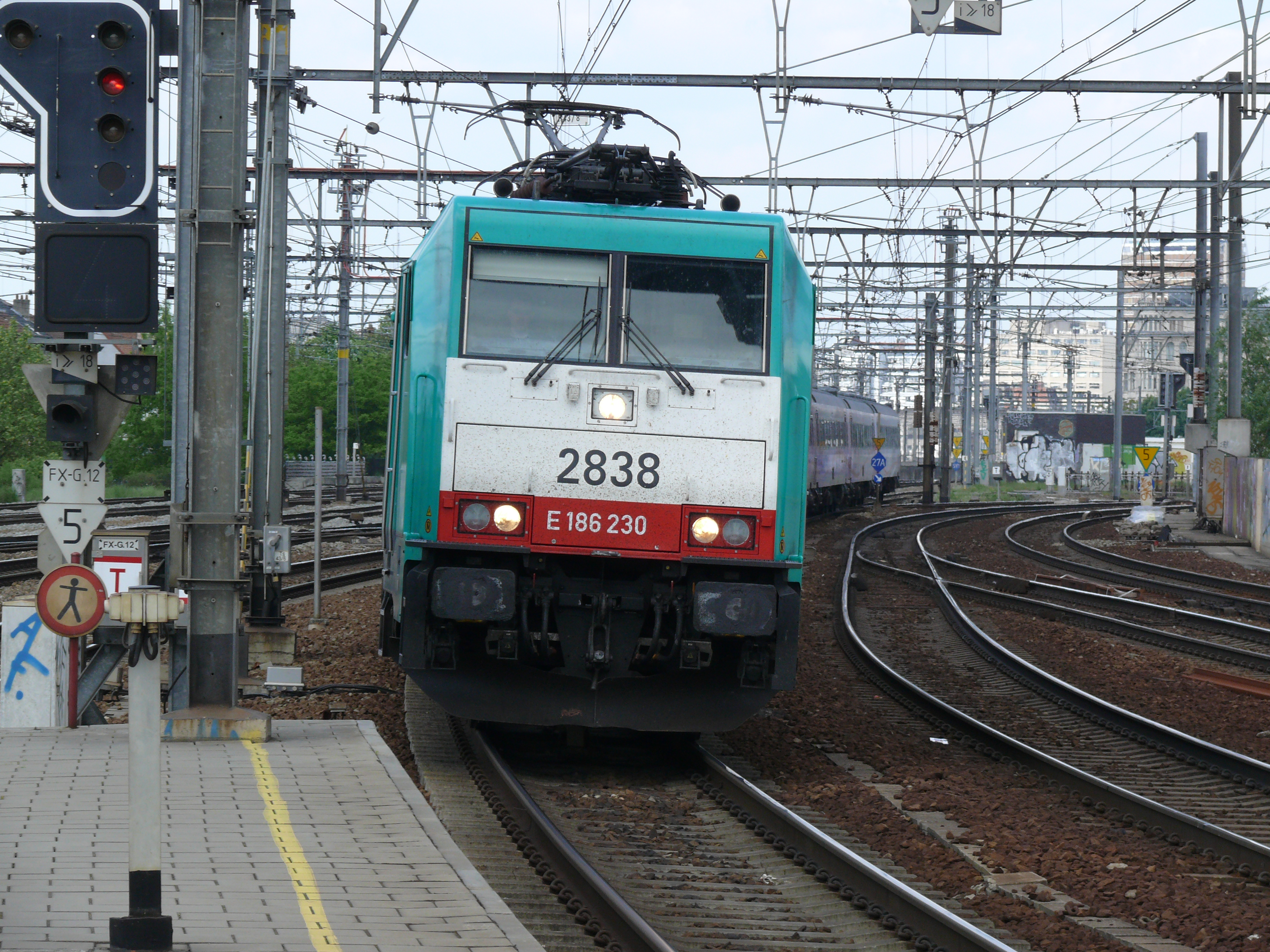
E186 bzw. Belgische Baureihe 28, eine Mehrsystemvariante von Bombardier Traxx

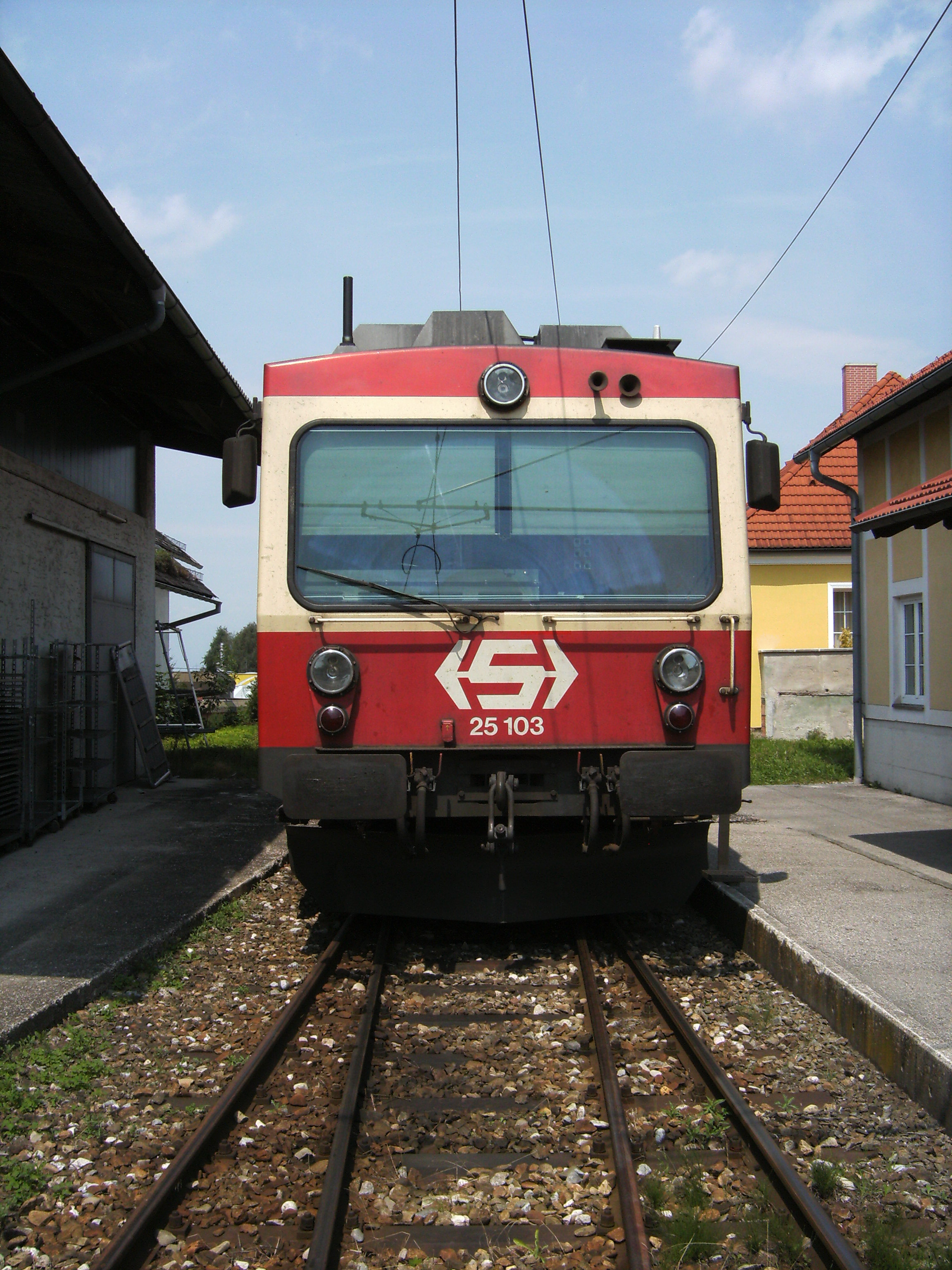
Zweisystemtriebwagen Reihe 4855 der ÖBB

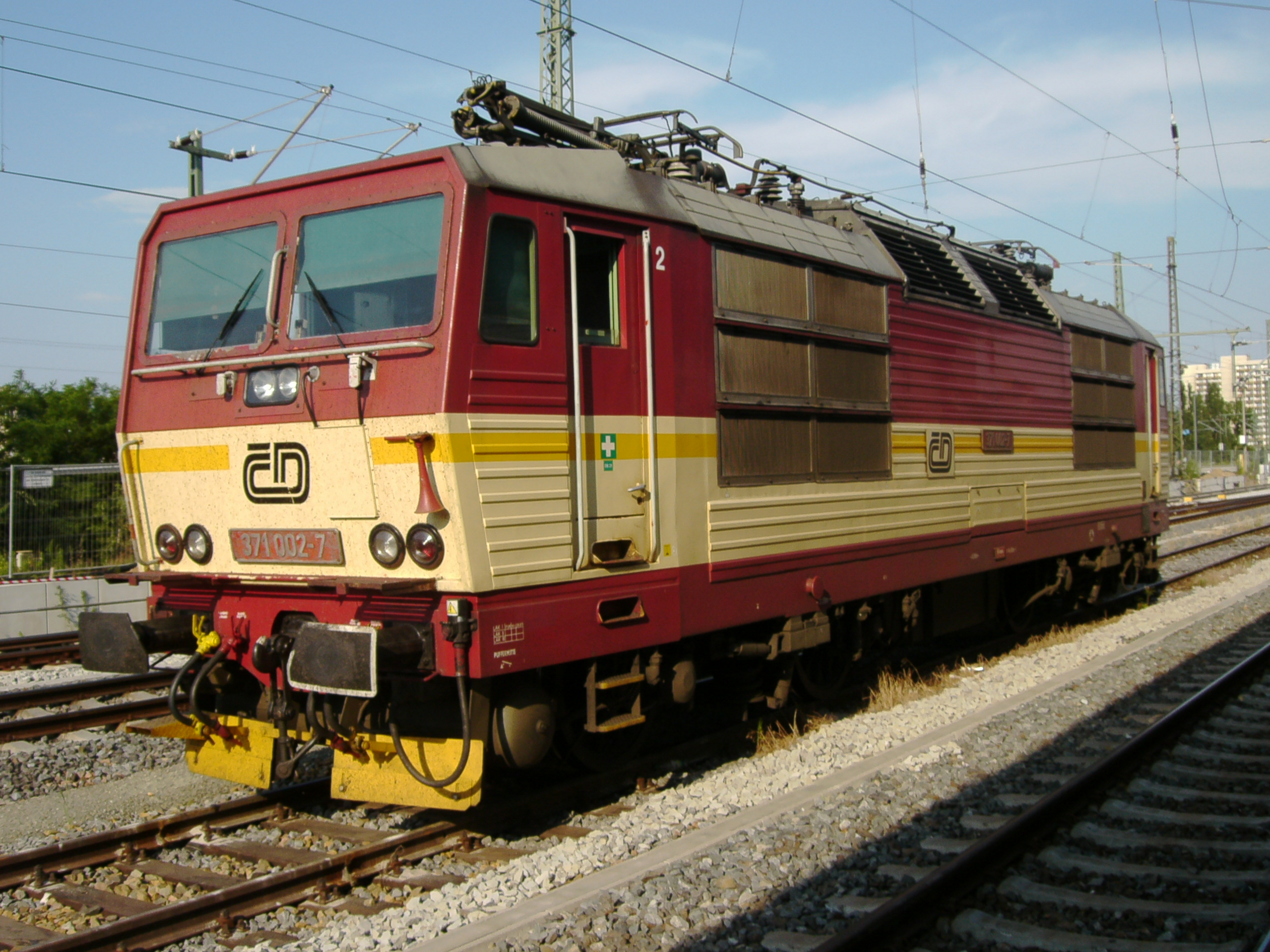
Zweisystemlokomotive 371 002 der České dráhy im Dresdner Hauptbahnhof

Viersystemlokomotiven wurden bisher nur im europäischen Normalspurnetz realisiert. Hier sind sie für 25 kV Wechselspannung mit 50 Hz, 15 kV Wechselspannung mit 16,7 Hz und auf die beiden Gleichspannungen von 3 kV und 1,5 kV ausgelegt. Sie können elektrisch auf allen elektrifizierten Normalspurstrecken in ganz Europa mit Ausnahme von Südengland verkehren; Beispiele sind die Lokomotiven der Reihe 189 der Deutschen Bahn AG oder früher die Lokomotiven der Baureihe 184 der Deutschen Bundesbahn. Die Lokomotiven müssen jedoch über Einrichtungen der länderspezifischen Zugbeeinflussungssysteme sowie passende Stromabnehmer verfügen.
Fahrzeuge für mehr als vier Stromsysteme sind zwar technisch möglich, doch bestand zumindest bisher dafür kein Bedarf.
Problematisch war insbesondere bei Drei- und Viersystemfahrzeugen in klassischer Steuerung die Vielteiligkeit der Konstruktion, damit zusammenhängend eine erhöhte Störanfälligkeit und zusätzlich eine gegenüber Einsystemfahrzeugen mit gleicher Leistung deutlich höhere Masse. Deshalb konnten sie sich nicht allgemein durchsetzen, ihre Verbreitung blieb immer sehr begrenzt. Das änderte sich erst mit der Serienreife des Umrichterantriebes mit Drehstromasynchronmotoren. Bei diesen ist die Mehrsystemfähigkeit mit deutlich weniger Massezuwachs verbunden. Problematisch bleiben die unterschiedlichen Zugbeeinflussungseinrichtungen.

## Geschichte
Erste Mehrsystemfahrzeuge gab es schon vor 1910, allerdings war damals ein ungleich höherer technischer Aufwand notwendig. Die Triebwagen der Reihe 200 der Lokalbahn Wien–Baden sind ein Beispiel für frühe Zweisystemfahrzeuge: Die 1907 gebauten Fahrzeuge besaßen eine normale Widerstandssteuerung mit Fahrschalter für den Betrieb unter 600 Volt Gleich- und einen Transformator mit dazugehörigen Stufenschalter für den Betrieb unter 750 V Wechselspannung. Die Motoren Type BME 50 der ÖSSW vertrugen beide Stromsysteme. Die 1927/28 gelieferte Wagen der Nachfolgebauart 220/230 besaßen bereits eine elektropneumatische Schützensteuerung, die Wendepole der Motoren wurden mittels eines Nebenschlusses mit Drosselspule für beide Stromsysteme nutzbar gemacht. Der Zweisystembetrieb wurde bis 1945 aufrechterhalten. 
Als 1948/49 die Westbahn in Oberösterreich elektrifiziert wurde, hatte die mit Gleichstrom betriebene Lokalbahn Lambach–Haag das Nachsehen, die sie auf mehreren Kilometern die Hauptstrecke mitbenutzte. Der Betriebsführer Stern & Hafferl baute für diesen Abschnitt schließlich zwei Gleichrichterwagen, die mit der Hochspannungsausrüstung, einem Transformator und Quecksilberdampfgleichrichtern ausgerüstet wurden und die Einphasenwechselspannung der Fahrleitung in Gleichspannung umwandelten. Diese wurde durch eine Leitungsverbindung zum abgebügelt laufenden Triebfahrzeug übertragen.
1992 stellte die Albtal-Verkehrs-Gesellschaft die ersten Zweisystemstadtbahnwagen in Dienst, die nach der BOStrab und der EBO zugelassen wurden, auf Straßenbahn- und Eisenbahnoberbau einschließlich der Herzstückbereiche von Weichen und Kreuzungen laufsicher sind und außerdem unter den Fahrleitungsspanngen von 750 Volt Gleich- und 15 kV Wechselspannung bei 16,7 Hz eingesetzt werden können. Diese Verknüpfung nennt man auch Karlsruher Modell.

## Zwei- und Mehrsystemlokomotiven
Die SNCF setzt zahlreiche Mehrsystemfahrzeuge ein. Da es in Frankreich zwei Bahnstromsysteme (1,5 kV Gleich- und 25 kV, 50 Hz Wechselspannung) gibt, sind sie auch im Binnenverkehr im Einsatz, z. B. SNCF BB 26000. Die TGV-Triebzüge und die aus ihnen abgeleiteten der Renfe-Baureihe 100 sowie die von Eurostar sind ebenfalls zwei- und teilweise mehrsystemfähig. Die SNCF stellte außerdem für den internationalen Verkehr z. B. 1964 zehn Viersystemlokomotiven der Baureihe CC 40100 in Dienst. Diese imposanten Lokomotiven wurden im TEE-Verkehr nach Belgien, Deutschland und in die Niederlande eingesetzt. Die Höchstgeschwindigkeit betrug 180 km/h, die Dauerleistung 3670 kW. Heute verkehren auf diesen Relationen Thalys-Einheiten.
Weitere Bahnverwaltungen setzen Mehrsystemlokomotiven ein z. B. die SNCB (Belgien), ČD und ÖBB (Österreich). Wegen der Lage des belgischen Netzes, das an jeder Grenze an ein anderes Stromsystem stößt, wurden für die SNCB schon relativ früh Viersystemmaschinen gebaut. Auch in Tschechien und in der Slowakei gibt es Mehrsystemlokomotiven im Binnenverkehr, da das Streckennetz teilweise mit 3 kV Gleichspannung und mit 25 kV, 50 Hz Wechselspannung elektrifiziert ist. Die ČD besitzt zusätzlich der deutschen Reihe 180 baugleiche Lokomotiven unter den Baureihenbezeichnungen 372 (120 km/h) beziehungsweise 371 (160 km/h) für 3 und 15 kV. Die Taurus-Lokomotiven der österreichischen Reihe 1216 sind für den Betrieb nach Italien und Slowenien neben den beiden üblichen Wechselspannungen zusätzlich für 3 kV Gleichspannung ausgerüstet.
Die Triebzüge der Renfe-Baureihe 130 sind eines der seltenen Beispiele von Zweisystemtriebzügen, die zusätzlich im Betrieb zwischen iberischer Breit- und Normalspur umspurbar sind.
Seit der Öffnung des europäischen Binnenmarktes verkehren auch Privatbahnlokomotiven auf europäischen Stecken.
Das Problem in Europa sind die länderspezifischen Zugbeeinflussungssysteme. Die Lokomotiven müssen mit den entsprechenden Fahrzeuggeräten ausgerüstet sein. Das bedeutet nicht nur einen hohen Kostenaufwand, es ist auch wegen des vorhandenen Einbauraumes und der Fahrzeugmasse problematisch. Zwischenzeitlich wurde zwar das einheitliche Zugbeeinflussungssystem ETCS entwickelt, dessen Einbau jedoch nur sehr langsam erfolgt, sodass der freizügig länderübergreifende Einsatz der Lokomotiven noch schwierig ist.

### Deutsche Bahn
Im von der Deutschen Bundesbahn 1968 eingeführten EDV-Nummernplan wurde für Mehrsystemlokomotiven der Stammnummernbereich 180 bis 189 vorgesehen. Seit der Umstellung auf die UIC-EDV-Nummern wird auf diesen Nummernbereich keine Rücksicht mehr genommen; die zweifrequenzfähigen Eurodual-Lokomotiven von Stadler wurden als Reihe (2)159 eingeordnet, Siemens Vectron und Siemens Smartron als Baureihen (6)191 bis (6)193.
Die folgende Tabelle gibt einen Überblick über alle Mehrsystem-Lok-Baureihen die im deutschen Fahrzeugeinstellungsregister hinterlegt sind oder sich im Besitz der Deutschen Bahn AG oder einer ihrer ausländischen Tochterunternehmen befinden.
| Baureihe              | 159            | 180            | 181            | 182 alt        | 182 neu        | 183 alt        | 183 neu        | 184            | 185            | 186            | 187            | 188            | 189            | 191            | 192            | 193            |
| --------------------- | -------------- | -------------- | -------------- | -------------- | -------------- | -------------- | -------------- | -------------- | -------------- | -------------- | -------------- | -------------- | -------------- | -------------- | -------------- | -------------- |
| Indienststellung      | 2019           | 1988           | 1967           | 1959           | 2000           | 1962           | 2006           | 1966           | 2000           | 2006           | 2011           | 2017           | 2003           | 2015           | 2018           | 2010           |
| Ausmusterung          | –              | –              | 2018           | 1982           | –              | 1969           | -              | 2002           | –              | –              | –              | –              | –              | –              | –              | –              |
| Anzahl Einheiten      | 0 1            | 20             | 29             | 3              | 25             | 1              | 0 1            | 5              | 405 2          | 0 1            | 200 3          | 0 1            | 100            | 8 4            | 0 1            | 100 5          |
| Achsfolge             | Co’Co’         | Bo’Bo’         | Bo’Bo’         | Bo’Bo’         | Bo’Bo’         | Bo’Bo’         | Bo’Bo’         | Bo’Bo’         | Bo’Bo’         | Bo’Bo’         | Bo’Bo’         | Bo’Bo’         | Bo’Bo’         | Bo’Bo’         | Bo’Bo’         | Bo’Bo’         |
| Stromsysteme ~        | 15 kV, 16,7 Hz | 15 kV, 16,7 Hz | 15 kV, 16,7 Hz | 15 kV, 16,7 Hz | 15 kV, 16,7 Hz | 15 kV, 16,7 Hz | 15 kV, 16,7 Hz | 15 kV, 16,7 Hz | 15 kV, 16,7 Hz | 15 kV, 16,7 Hz | 15 kV, 16,7 Hz | 15 kV, 16,7 Hz | 15 kV, 16,7 Hz | 15 kV, 16,7 Hz | 15 kV, 16,7 Hz | 15 kV, 16,7 Hz |
| Stromsysteme ~        | 25 kV, 50 Hz   | —              | 25 kV, 50 Hz   | 25 kV, 50 Hz   | 25 kV, 50 Hz   | 25 kV, 50 Hz   | 25 kV, 50 Hz   | 25 kV, 50 Hz   | 25 kV, 50 Hz   | 25 kV, 50 Hz   | 25 kV, 50 Hz   | 25 kV, 50 Hz   | 25 kV, 50 Hz   | 25 kV, 50 Hz   | 25 kV, 50 Hz   | 25 kV, 50 Hz   |
| Stromsysteme =        | —              | 3 kV           | —              | —              | —              | —              | 1,5 kV 3 kV    | —              | 1,5 kV 3 kV    | 1,5 kV 3 kV    | —              | —              | 1,5 kV 3 kV    | 1,5 kV 3 kV    | —              | 1,5 kV 3 kV    |
| Dauerleistung         | 6150 kW        | 3080 kW        | 3200 kW        | 2500 kW        | 6400 kW        | 2150 kW        | 6400 kW        | 3000 kW        | 5600 kW        | 5600 kW        | 5600 kW        | 5600 kW        | 6400 kW        | 6400 kW        | 5600 kW        | 6400 kW        |
| Höchstgeschwindigkeit | 160 km/h       | 120 km/h       | 160 km/h       | 120 km/h       | 230 km/h       | 100 km/h       | 230 km/h       | 140 km/h       | 140 km/h       | 160 km/h       | 160 km/h       | 160 km/h       | 140 km/h       | 200 km/h       | 160 km/h       | 200 km/h       |

## Zwei- und Mehrsystemtriebzüge

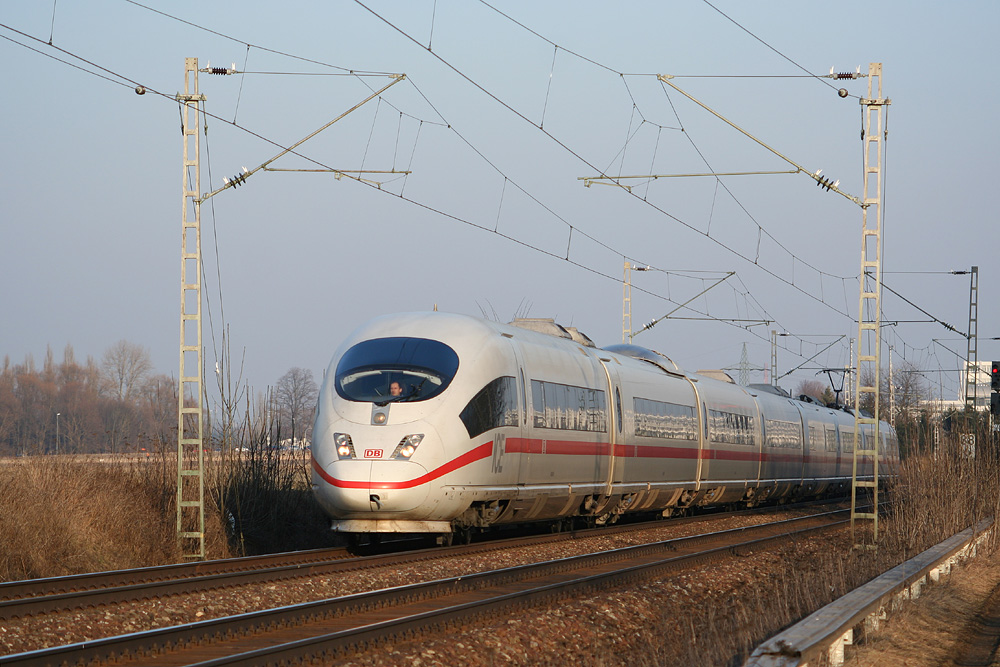
ICE 3M zwischen Ingolstadt und Gaimersheim

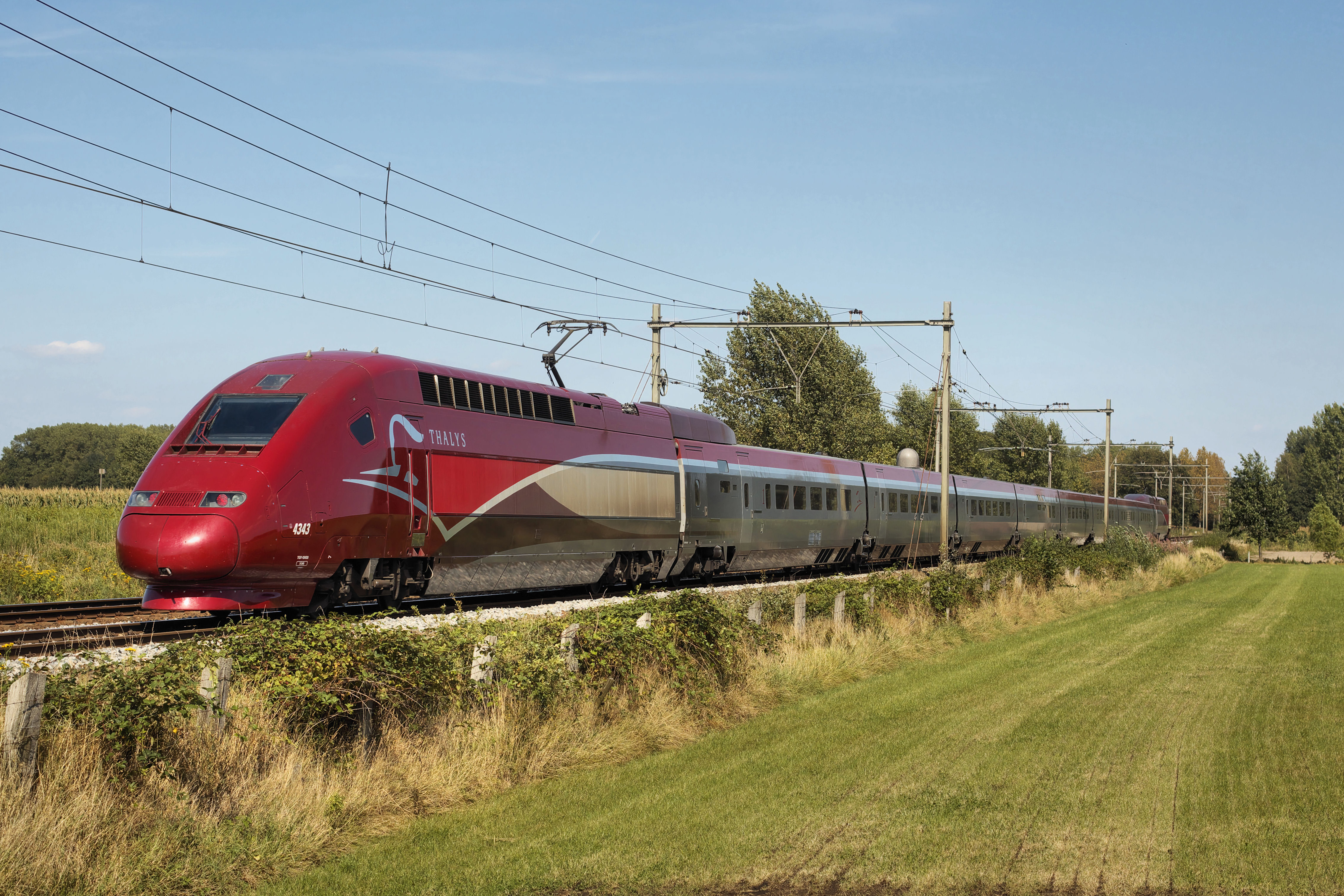
Thalys PBKA

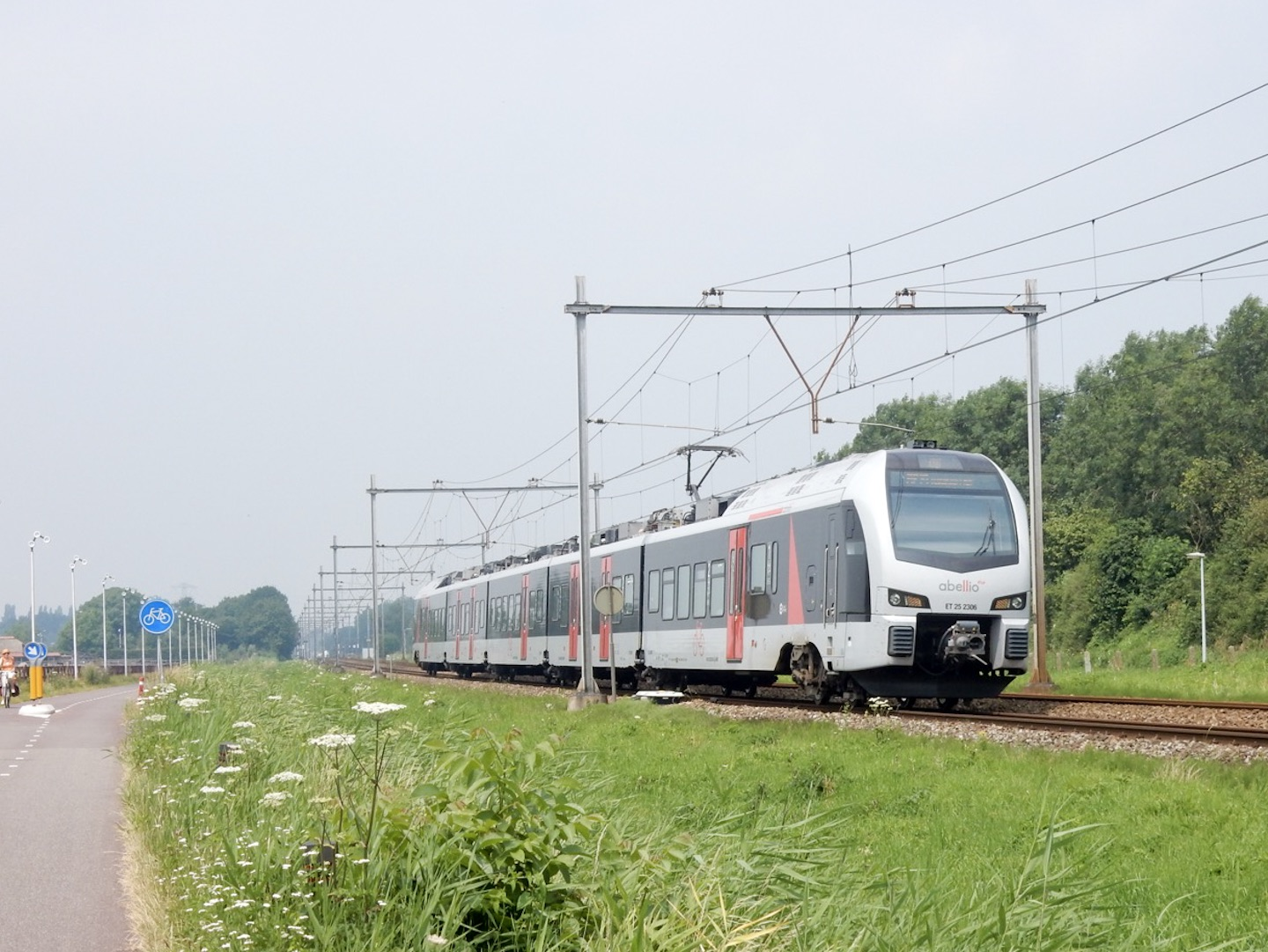
Ein dreisystemfähiger Flirt 3 zwischen Arnhem Centraal und Düsseldorf Hbf

Auch Triebzüge gibt es mehrsystemfähig, insbesondere im Hochgeschwindigkeitsbereich. Schon früh, bei den Hochgeschwindigkeitsversuchsfahrten zwischen Bordeaux und Dax im Jahr 1953, war den Verantwortlichen der SNCF klar geworden, dass die notwendigen Leistungen mit der Fahrleitungsgleichspannung von nur 1,5 kV wegen der resultierenden hohen Ströme nicht betriebssicher zu übertragen waren. Nachdem sich in den 1970er Jahren zusätzlich herausgestellt hatte, dass der Betrieb mit Gasturbinentriebzügen auf Dauer nicht wirtschaftlich sein würde, wurde festgelegt, dass die französischen Schnellfahrstrecken generell mit 25 kV Wechselspannung zu elektrifizieren seien. Um in das Bestandsnetz in der Südhälfte von Frankreich übergehen zu können, wurden die TGV-Einheiten von Anfang an zweisystemfähig für 1,5 und 25 kV ausgelegt.
Für das TEE-Netz beschafften die Schweizerischen Bundesbahnen schon 1961 mit den RAe die ersten Viersystemtriebzüge für alle vier im europäischen Normalspurnetz vorkommende Fahrleitungsspannungen, noch mit klassischer Antriebstechnik und aus Platzgründen einem in Zugmitte laufenden Maschinenwagen.
Eine der ersten Mehrsystemtriebzüge in Deutschland waren die Thalys-Einheiten, die seit dem 14. Dezember 1997 zwischen Köln und Paris verkehren. In der Thalys-Version PBKA sind sie für vier europäische Fernbahnstromsysteme ausgerüstet und besitzen Zugbeeinflussungseinrichtungen für drei Länder.
Zwei Einheiten dieser Viersystem-Thalys-Züge befinden sich im Eigentum der Deutschen Bahn und werden dort als Baureihe 409 geführt. Das Design ihrer Triebköpfe lehnt an den TGV Duplex an. Sie verkehren mit den Einheiten der französischen und belgischen Staatsbahnen SNCF und SNCB/NMBS in einem gemeinsamen Pool und werden auch von der SNCF erhalten.
Auch von den deutschen Hochgeschwindigkeitszügen ICE 3 wurde mit den ICE 3M (Baureihe 406; „M“ für mehrsystemfähig) eine Variante entwickelt, mit der die Netze ausländischer Bahnen befahren werden können. Die Triebzüge dieser Baureihe sind ebenfalls viersystemfähig und mit den entsprechenden Zugbeeinflussungssystemen ausrüstbar. Die Deutsche Bahn verfügt über 13, die Niederländische Staatsbahn über 4 Einheiten dieser Reihe. Die 17 Züge verkehren überwiegend im grenzüberschreitenden Verkehr zwischen Deutschland, den Niederlanden (seit November 2000), Belgien (seit 15. Dezember 2002) und Frankreich (seit Juni 2007).
Bereits 1998 verkehrten in Italien gebaute Zweisystemtriebzüge der Reihe ETR 470 in die Schweiz und nach Deutschland. Seit Juni 2007 verkehren zwischen Frankreich und Deutschland sowie der Schweiz TGV-Züge des Typs TGV POS, die für 1,5 kV Gleich- sowie 15 und 25 kV Wechselspannung ausgelegt sind.
Zwischen Düsseldorf Hbf und Arnhem Centraal verkehren Dreisystemtriebzüge der Bauart Flirt 3 von Abellio Rail NRW als Rhein-IJssel-Express RE 19 auf der Bahnstrecke Oberhausen–Arnhem. Auf dieser Route ist die Dreisystemfähigkeit erforderlich, weil zusätzlich zur deutschen Fahrdrahtspannung von 15 kV bei 16,7 Hz und den 1,5 kV Gleichspannung im niederländischen Netz der Grenzstreckenabschnitt bis zum Abzweig der Betuweroute in Zevenaar mit 25 kV bei 50 Hz versorgt wird.
In Österreich betreiben die ÖBB mit den Triebzügen der Reihen 4124 und 4744/4746 sowie die Raaberbahn mit dem Ventus jeweils Zweisystemfahrzeuge für den Betrieb unter 15 kV/16,7 Hz und 25 kV/50 Hz Wechselspannung für den Einsatz im österreichischen und ungarischen Stromsystem.
Die meterspurige Rhätische Bahn in der Schweiz betreibt die Zweisystemtriebzüge ABe 8/12 „Allegra“ für den Einsatz im Stammnetz (11 kV/16,7 Hz Wechselstrom) und der Berninabahn (1 kV =).

## Zweisystem-S-Bahn-Fahrzeuge

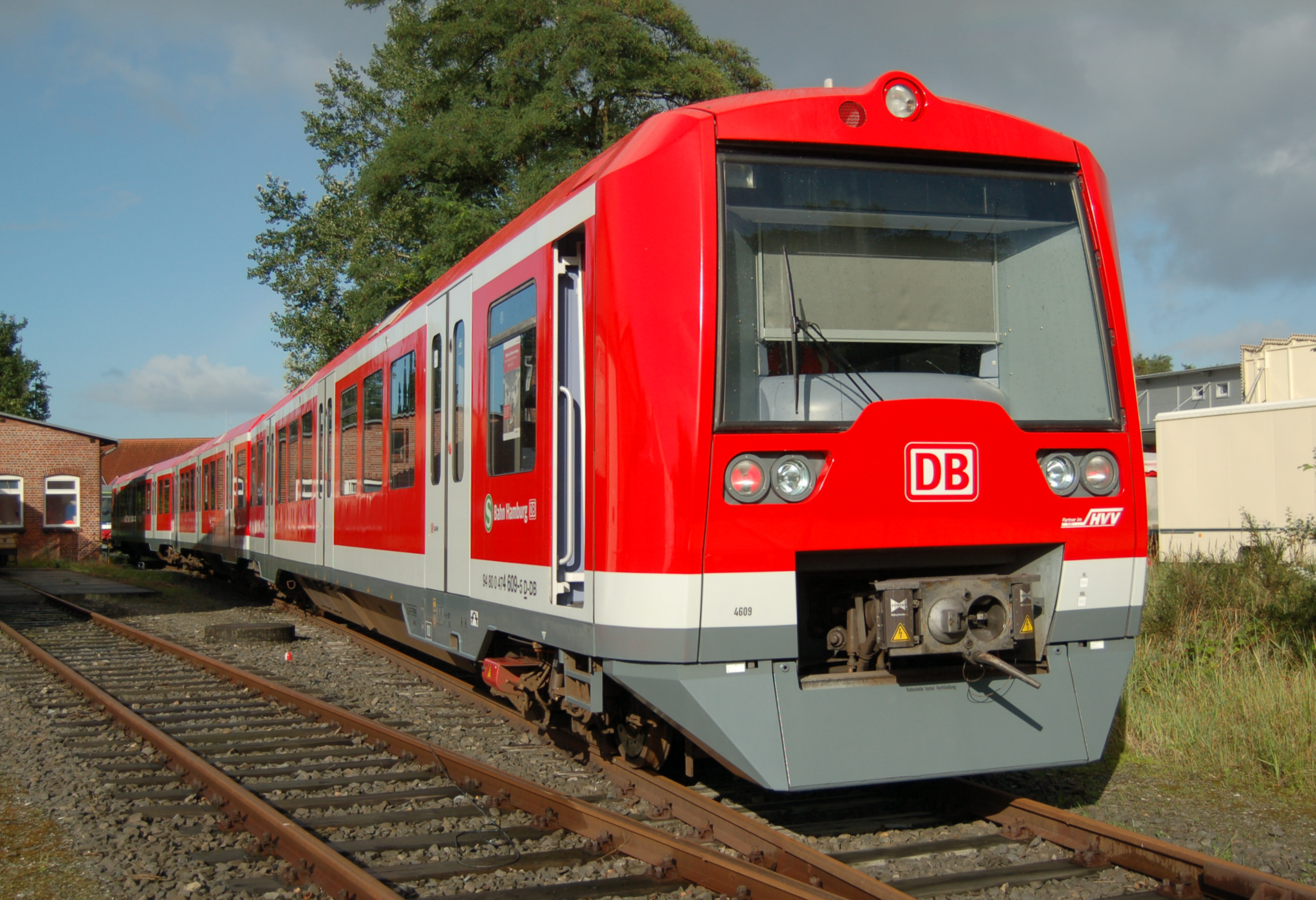
Hamburger Mehrsystem-S-Bahn-Triebzug für Stromschienen- und Fahrleitungsbetrieb

Damit die Hamburger S-Bahn auch den Landkreis Stade in Niedersachsen erschließen kann, wurden zweisystemfähige S-Bahn-Züge der Baureihe 474 beschafft. Damit wurde es möglich, den S-Bahn-Betrieb auf gemeinsam mit der Fernbahn zu nutzende Strecken auszudehnen, ohne diese materialaufwändig und wegen der erforderlichen galvanischen Trennung der Versorgungsspannungen auch problematisch mit Stromschienen und Fahrleitung doppelt elektrifizieren zu müssen. Im ersten Abschnitt werden die Zweisystemtriebzüge auf der Niederelbebahn zwischen Neugraben (bisheriger Endpunkt) und Stade eingesetzt. 33 Zugeinheiten wurden dafür umgebaut beziehungsweise neu beschafft. Der Betrieb wurde mit dem Fahrplanwechsel am 9. Dezember 2007 aufgenommen. Für weitere Streckenerweiterungen beschafft die S-Bahn Hamburg ab 2016 Einheiten der Baureihe 490.
Ein ähnliches Projekt für die S-Bahn Berlin, wie von den Fahrgastverbänden seit 1992 gefordert, wird sowohl von Bahn- als auch Politikseite bislang abgelehnt. Diese Züge könnten als Verlängerung der S9 von Spandau nach Nauen und Flughafen Berlin-Schönefeld nach Zossen verkehren. Auch Projektstudien, mit Zweisystemzügen der mangelnden Auslastung des neuen Tunnel Nord-Süd-Fernbahn der Hauptstadt entgegenzuwirken, werden derzeit offiziell nicht verfolgt.

## Zweisystem-Stadtbahnwagen

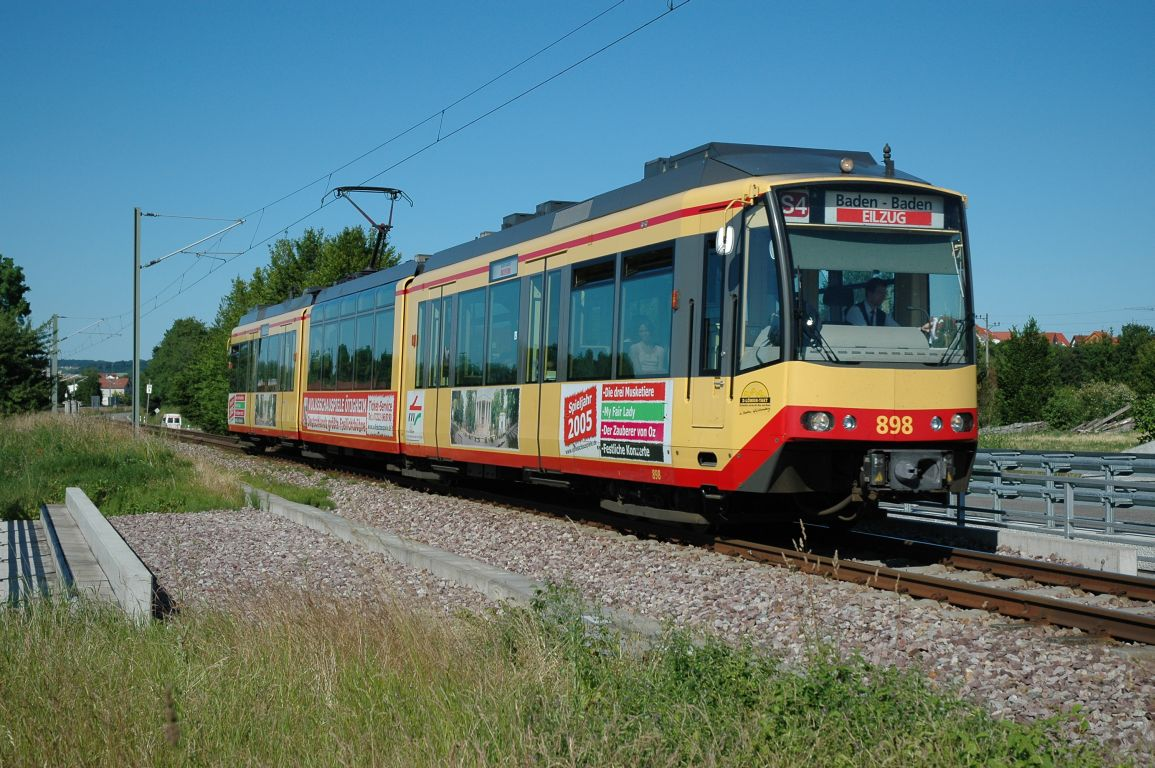
Zweisystemtriebwagen vom Typ GT8-100D/2S-M für das Karlsruher Stadtbahnnetz

Für den Tram-Train-Betrieb werden ebenfalls in den meisten Fällen Zweisystemfahrzeuge benötigt. In Deutschland müssen beim Tram-Train-Betrieb sowohl die Bestimmungen und Vorschriften der Straßenbahn-Betriebsordnung der BOStrab (im Straßenbahnbetrieb) als auch die Vorschriften des Bahnrechts EBO (im Eisenbahnbetrieb) erfüllt werden. Andere Länder kennen ähnliche Vorschriften. Dies gilt auch für Stadtbahnnetze und Straßenbahnnetze, deren Strecken teilweise auch auf Eisenbahnstrecken geführt werden, wie etwa die Stadtbahnen in Karlsruhe, Chemnitz, Kassel und Saarbrücken. Darüber hinaus bestehen doppelte Anforderungen an das Lichtraumprofil, an unterschiedliche Radreifenmaße, an die Zugbeeinflussungssysteme (z. B. IWS im Straßenbahn- und PZB im Eisenbahnbetrieb) und an die Außenbeleuchtung (z. B. Fahrtrichtungsanzeiger im Straßenbahnverkehr und Dreilicht-Spitzensignal und Anzeige des Zugendes auf Eisenbahnstrecken).
Der Karlsruher Verkehrsverbund setzt in großem Umfang Zweisystemtriebwagen ein, die beim Befahren der Systemtrennstellen selbsttätig zwischen 750 Volt Gleichspannung im Straßenbahn- und 15 kV Wechselspannung im Fernbahnnetz umschalten. Das 1992 verwirklichte Konzept wurde als Karlsruher Modell zum Vorbild für viele Betriebe, beispielsweise die Saarbahn seit 1997 und die RegioTram Kassel seit 2004. Dort verkehren als Weltneuheit neben Zweisystem-Straßenbahnwagen auch Zweikrafttriebwagen mit zusätzlichem dieselelektrischen Antrieb, die im 600-V-Netz und auch auf nichtelektrifizierten Strecken eingesetzt werden können. Combino-Zweikraftstraßenbahntriebwagen befahren die miteinander verbundenen Netze der Harzer Schmalspurbahn und der Straßenbahn Nordhausen seit 2004.

## Zweispannungsfähige Straßenbahnwagen
Viele Straßenbahnbetriebe erhöhten im Rahmen von Stadtbahnausbauten die Fahrdrahtspannung von vorher 550 bis 600 auf 750 Volt. Der relativ geringe Unterschied ist nicht durch Reihen- und Parallelschalten vom Fahrmotorgruppen zu kompensieren. In einigen Fällen erhielten Altbautriebwagen mit nur noch begrenzter Einsatzzeit, bei denen man die Fahrmotoren weder wechseln noch neu wickeln wollte, auf Dauer allerdings uneffektive Vorwiderstände, neu beschaffte Fahrzeuge wurden vom Hersteller so ausgelegt, dass sie mit beiden Spannungen verkehren können. Die höhere Spannung ermöglicht zusätzlich die im Stadtbahnbetrieb erwünschte höhere Leistung. Beispiele sind die Stadtbahnwagen Typ M/N, die Fahrzeuge der Wiener Lokalbahnen AG und die Variobahn-Einheiten der Chemnitzer Chemnitzer Verkehrs-Aktiengesellschaft.

## Gleichrichterwagen

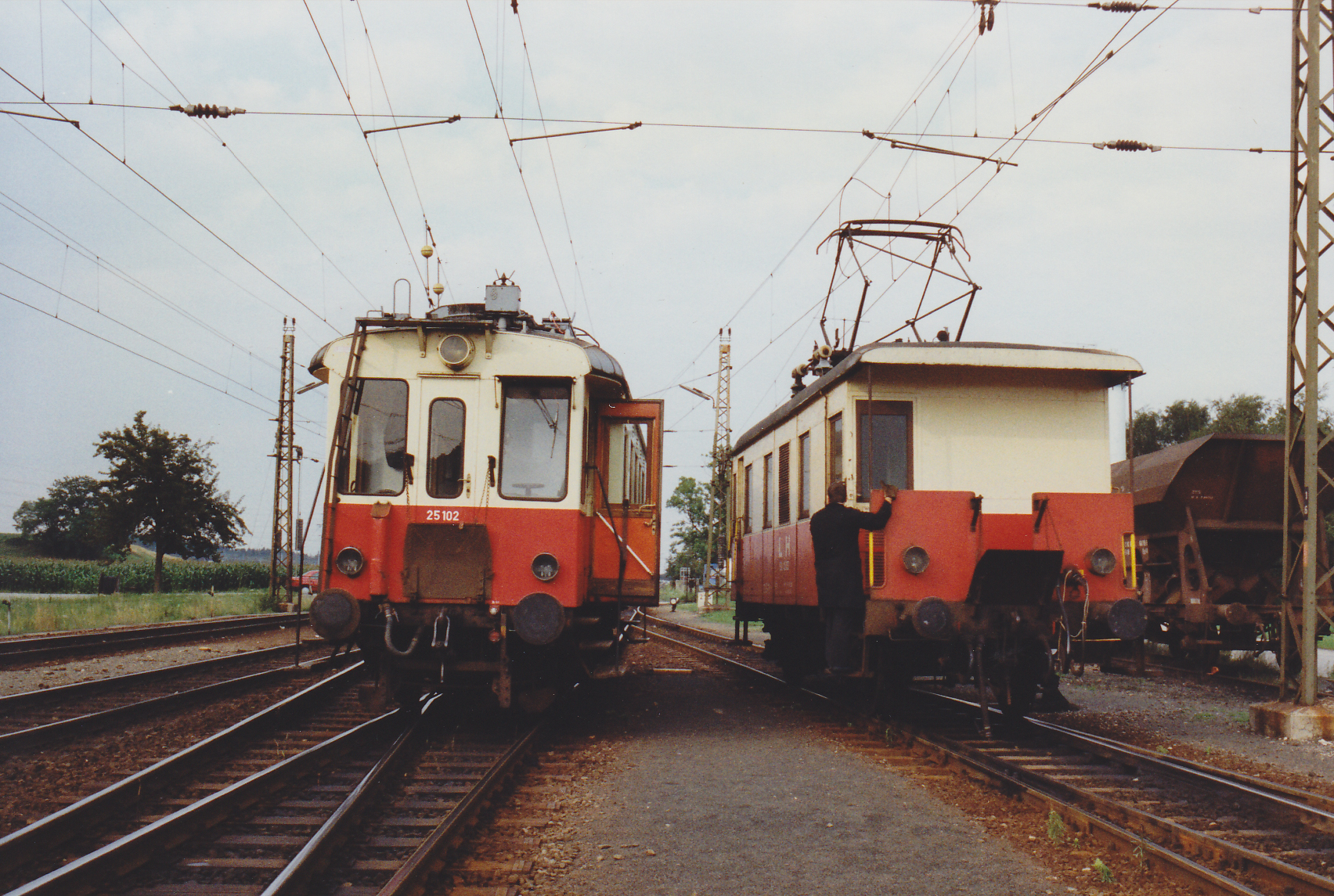
Triebwagen und Gleichrichterwagen (rechts) der Bahnstrecke Lambach–Haag am Hausruck, 1988

Beim oberösterreichischen Verkehrsunternehmen Stern & Hafferl gab es ab 1950 zwei spezielle Gleichrichterwagen für den Betrieb auf der mittlerweile eingestellten Bahnstrecke Lambach–Haag am Hausruck. Sie wandelten die Wechselspannung von 15 kV bei 16,7 Hz der auf einigen Kilometern mitbenützten Westbahnstrecke der ÖBB in die von den Lokalbahntriebwagen benötigte Gleichspannung von 750 V um. Der Zugführer musste im Gleichrichterwagen während der Fahrt durch die Systemtrennstelle händisch zwischen den Stromsystemen umschalten.

## Außerhalb der deutschsprachigen Länder

### Weitere Beispiele aus Europa

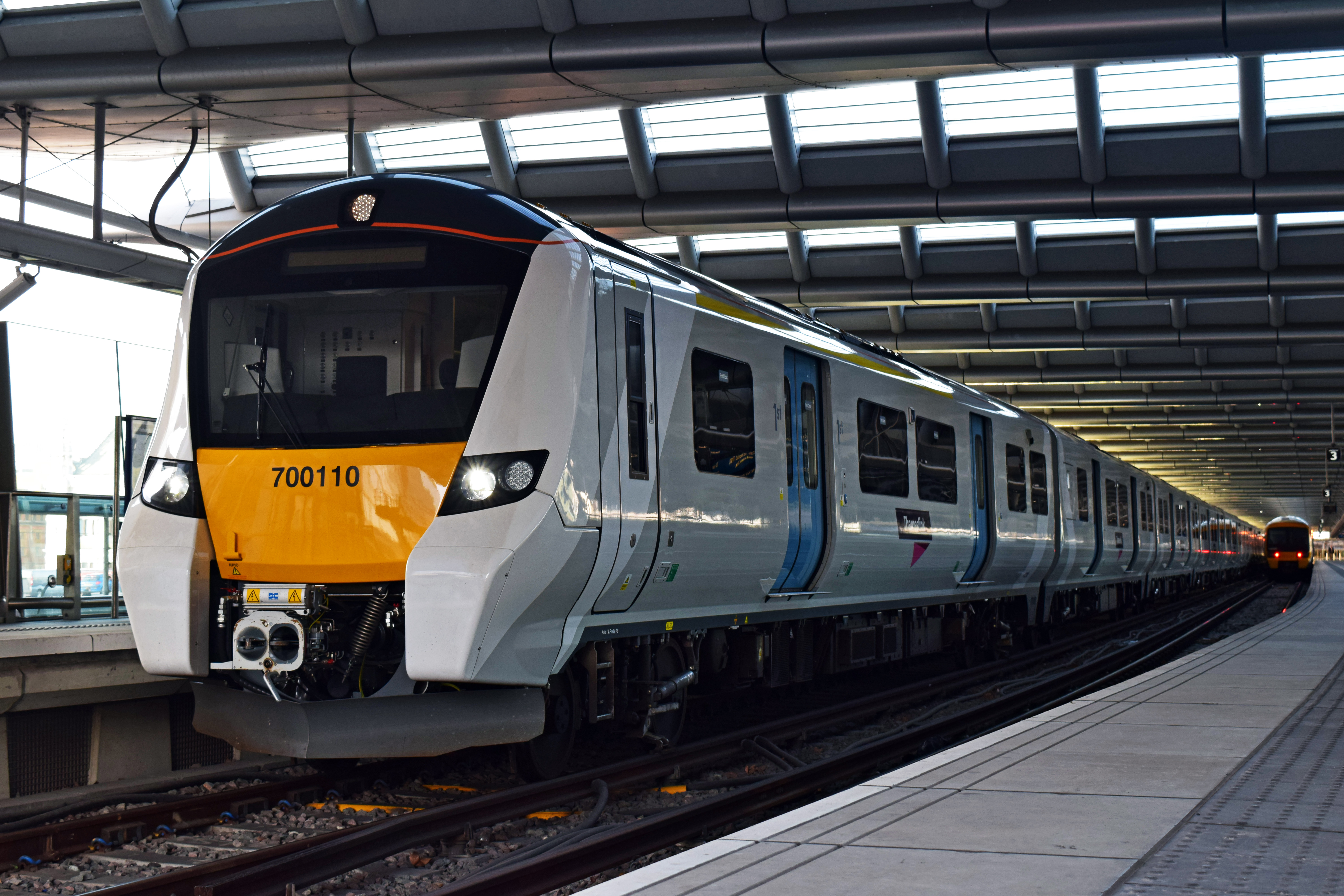
Britische Klasse 700 für Stromschiene und Oberleitung

Im englischen Bahnnetz sind vor allem südlich der Themse Stromschienen mit 750 V Gleichspannung im Einsatz, während auf dem Rest der Insel Oberleitungen mit 25 kV Wechselspannung mit 50 Hz verwendet werden, wenn die Strecken überhaupt elektrifiziert sind. Deshalb sind in London auf der in Nord-Süd-Richtung verlaufenden und die Themse querenden Thameslink Strecke Mehrsystemfahrzeuge im Einsatz. Die Systemtrennstelle befindet sich im Bahnhof Farringdon. Eine weitere Strecke im Raum London mit Systemwechseln ist die North London Line.
Auf dem Pariser S-Bahnsystem RER kommen auf den Linien B, C, und D Zweisystemtriebzüge zum Einsatz. Diese arbeiten mit 1500 Volt Gleichspannung der städtischen RATP-S-Bahnlinien und des südwestlichen SNCF-Gleichstromnetzes und mit 25 kV Wechselspannung der nördlichen Regionen von Paris. Diese Fahrzeuge gibt es sowohl in ein- als auch doppelstöckiger Ausführung. Sie gehören zum Teil der RATP, zum Teil der SNCF.
Die portugiesische Staatsbahn CP beschafft Zweisystemzüge für 1,5 kV Gleich- und 25 kV Wechselspannung für das Lissaboner S-Bahnnetz.
Auch einige Züge der russische Version des Velaro (Velaro RUS) werden für zwei Stromsysteme ausgestattet (3 kV Gleich- und 25 kV Wechselspannung); ebenso die italienischen Eurostar Italia (ETR 500).
Zwischen der dänischen Region Kopenhagen und der schwedischen Region Malmö verkehren auf dem System Öresundståg Triebwagenzüge der Baureihe X31K und X32K, die für 25 kV/50 Hz im dänischen und 15 kV/16⅔ Hz im schwedischen Eisenbahnnetz ausgerüstet sind. Die Systemtrennstelle befindet sich auf der Insel Peberholm.

### USA

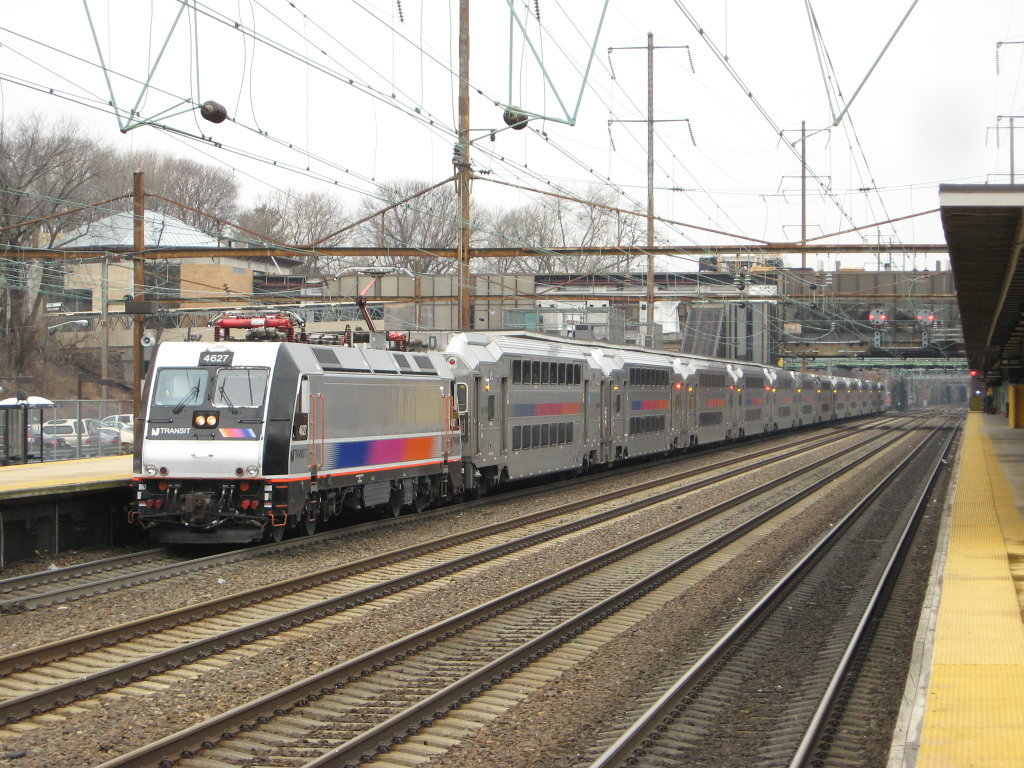
Bf Trenton, ALP-46 4627

In den USA bestehen nur wenige elektrifizierte Strecken, ein echtes Streckennetz existiert nur im Nordosten um den Northeast Corridor. Erschwerend kommt hinzu, dass es aufgrund der nie vorgenommenen Zentralisierung mehrere Stromsysteme auf engem Raum gibt. Die Strecken in die New Yorker Grand Central Station sind mit Stromschiene und 650 V Gleichspannung elektrifiziert. Für die weitere Strecke in Richtung New Haven benutzte die New York, New Haven and Hartford Railroad eine 1907 bis 1920 errichtete Oberleitung mit 11 kV Wechselspannung bei 25 Hz. Dafür wurden entsprechende Mehrsystemlokomotiven beschafft, um die Strecke ohne Lokwechsel zu befahren. Dazu kommen Strecken mit 12,5 und 25 kV bei einer Frequenz von 60 Hz. Ein Beispiel für eine Dreisystemlokomotive für die drei Wechselspannungssysteme ist die von der deutschen Reihe 101 abgeleitete ALP-46. Die Acela-Express-Triebzüge sind ebenfalls dreispannungs- und zweifrequenzfähig.
Wegen der oftmals nur kurzen elektrifizierten Abschnitte in innerstädtischen Tunneln existieren verhältnismäßig viele Zweikraftlokomotiven, zur Nutzung der vorhandenen Fahrleitungen sind einige ebenfalls zusätzlich mehrsystemfähig. Ein Beispiel dafür sind die ALP-45DP von Bombardier.